# Административные территории Республики Коми
Административные территории — административно-территориальные единицы в составе районов и городов республиканского значения с подчинёнными им территориями.

## Описание
Устанавливаются следующие категории административных территорий:
- город республиканского значения с прилегающей территорией;
- район в городе;
- город районного значения с подчинённой ему территорией;
- посёлок городского типа с подчинённой ему территорией;
- посёлок сельского типа с подчинённой ему территорией;
- село с подчинённой ему территорией.

Административные территории независимо от их категорий по своему статусу равнозначны.

## История
Выражение административная территория как обозначение вида административно-территориальных единиц появилось во второй половине 1990-х.
8 июня 2000 года был выпущен закон № 37-РЗ «Об административно-территориальном, муниципальном устройстве и о наименованиях географических объектов Республики Коми», вводящий понятие административной территории:
- районы, территории, подчинённые городам республиканского значения, подразделяются на административные территории.

Одновременно упразднялись как административно-территориальные единицы сельсоветы.
Муниципальными образованиями в Республике Коми являлись муниципальные образования районов, городов республиканского значения с подчинёнными им территориями. Границы муниципальных образований устанавливались с учётом границ административно-территориальных единиц.
5 марта 2005 года в связи с муниципальной реформой был принят закон «О территориальной организации местного самоуправления в Республике Коми», согласно которому муниципальные образования городов республиканского значения с подчинёнными им территориями, наделённых статусом городского округа, были упразднены. Если город республиканского значения как муниципальное образования был наделён статусом муниципального района, то муниципальные образования сохранялись с преобразованием в городские и сельские поселения. Города республиканского значения с прилегающими территориями Печора, Сосногорск и, до 2015 года, Вуктыл, города районного значения с подчинёнными им территориями Емва и Микунь, посёлки городского типа с подчинёнными им территориями были преобразованы в городские поселения, посёлки сельского типа и сёла с подчинёнными им территориями — в сельские поселения.
Законами от 6 марта и 20 ноября 2006 года №№ 13-РЗ и 115-РЗ было установлено современное определение административной территории.

## Список
В общей сложности в составе районов и городов республиканского значения с подчинёнными им территориями образованы 196 административных территорий:
- 49 в составе городов республиканского значения;
- 147 в составе районов.

Административные территории по количеству и типу:
- 8 городов республиканского значения с прилегающими территориями;
- 1 район в городе;
- 2 города районного значения с подчинёнными им территориями;
- 24 посёлка городского типа с подчинёнными им территориями
  - 18 в составе городов республиканского значения с прилегающими территориями
  - 6 в составе районов;
- 51 посёлок сельского типа с подчинёнными им территориями
  - 10 в составе городов республиканского значения с прилегающими территориями
  - 41 в составе районов;
- 109 сёл с подчинёнными им территориями
  - 12 в составе городов республиканского значения с прилегающими территориями
  - 97 в составе районов.

В составе муниципальных районов городские поселения в составе муниципальных районов численно и территориально совпадают с городами республиканского значения с прилегающими территориями, либо городами районного значения с подчинёнными им территориями, либо посёлками городского типа с подчинёнными им территориями, сельские поселения с посёлками сельского типа либо сёлами с подчинёнными им территориями. Объединение поселений сопровождается объединением административных территорий.
Обозначения
- город респ. зн. — город республиканского значения с прилегающей территорией (8)
- город р. зн. — город районного значения с подчинённой ему территорией (2)
- пгт — посёлок городского типа с подчинённой ему территорией (18 + 6 = 24)
- пст — посёлок сельского типа с подчинённой ему территорией (10 + 42 = 52)
- село — село с подчинённой ему территорией (12 + 97 = 109)
- ГРЗ — город республиканского значения с подчинённой ему территорией
- ГО — городской округ
- МР — муниципальный район
- ГП — городское поселение
- СП — сельское поселение

### Административные территории городов республиканского значения
| №  | Адм. территория    | Тип             | ГРЗ        | Мун. образование              |
| -- | ------------------ | --------------- | ---------- | ----------------------------- |
| 1  | Абезь              | пст             | Инта       | Инта, ГО                      |
| 2  | Адзьвавом          | село            | Инта       | Инта, ГО                      |
| 3  | Боровой            | пгт             | Ухта       | Ухта, ГО                      |
| 4  | Верхняя Инта       | пгт             | Инта       | Инта, ГО                      |
| 5  | Верхняя Максаковка | пгт             | Сыктывкар  | Сыктывкар, ГО                 |
| 6  | Водный             | пгт             | Ухта       | Ухта, ГО                      |
| 7  | Войвож             | пгт             | Сосногорск | ГП Войвож МР Сосногорска      |
| 8  | Воргашор           | пгт             | Воркута    | Воркута, ГО                   |
| 9  | Воркута            | город респ. зн. | Воркута    | Воркута, ГО                   |
| 10 | Вуктыл             | город респ. зн. | Вуктыл     | Вуктыл, ГО                    |
| 11 | Дутово             | село            | Вуктыл     | Вуктыл, ГО                    |
| 12 | Елецкий            | пгт             | Воркута    | Воркута, ГО                   |
| 13 | Инта               | город респ. зн. | Инта, ГРЗ  | Инта, ГО                      |
| 14 | Каджером           | пст             | Печора     | СП Каджером МР Печоры         |
| 15 | Кедвавом           | село            | Ухта       | Ухта, ГО                      |
| 16 | Кожва              | пгт             | Печора     | ГП Кожва МР Печоры            |
| 17 | Кожым              | пгт             | Инта       | Инта, ГО                      |
| 18 | Колва              | село            | Усинск     | Усинск, ГО                    |
| 19 | Комсомольский      | пгт             | Воркута    | Воркута, ГО                   |
| 20 | Косьювом           | село            | Инта       | Инта, ГО                      |
| 21 | Краснозатонский    | пгт             | Сыктывкар  | Сыктывкар, ГО                 |
| 22 | Кэмдин             | пст             | Ухта       | Ухта, ГО                      |
| 23 | Лемтыбож           | пст             | Вуктыл     | Вуктыл, ГО                    |
| 24 | Мутный Материк     | село            | Усинск     | Усинск, ГО                    |
| 25 | Нижний Одес        | пгт             | Сосногорск | ГП Нижний Одес МР Сосногорска |
| 26 | Озёрный            | пст             | Печора     | СП Озёрный МР Печоры          |
| 27 | Парма              | пгт             | Усинск     | Усинск, ГО                    |
| 28 | Петрунь            | село            | Инта       | Инта, ГО                      |
| 29 | Печора             | город респ. зн. | Печора     | ГП Печора МР Печоры           |
| 30 | Подчерье           | село            | Вуктыл     | Вуктыл, ГО                    |
| 31 | Приуральское       | село            | Печора     | СП Приуральское МР Печоры     |
| 32 | Путеец             | пгт             | Печора     | ГП Путеец МР Печоры           |
| 33 | Северный           | пгт             | Воркута    | Воркута, ГО                   |
| 34 | Седкыркещ          | пгт             | Сыктывкар  | Сыктывкар, ГО                 |
| 35 | Седъю              | пст             | Ухта       | Ухта, ГО                      |
| 36 | Сивомаскинский     | пст             | Воркута    | Воркута, ГО                   |
| 37 | Сосногорск         | город респ. зн. | Сосногорск | ГП Сосногорск МР Сосногорска  |
| 38 | Сыктывкар          | город респ. зн. | Сыктывкар  | Сыктывкар, ГО                 |
| 39 | Усадор             | пст             | Усинск     | Усинск, ГО                    |
| 40 | Усинск             | город респ. зн. | Усинск     | Усинск, ГО                    |
| 41 | Усть-Лыжа          | село            | Усинск     | Усинск, ГО                    |
| 42 | Усть-Соплеск       | пст             | Вуктыл     | Вуктыл, ГО                    |
| 43 | Усть-Уса           | село            | Усинск     | Усинск, ГО                    |
| 44 | Ухта               | город респ. зн. | Ухта       | Ухта, ГО                      |
| 45 | Чикшино            | пст             | Печора     | СП Чикшино МР Печоры          |
| 46 | Шудаяг             | пгт             | Ухта       | Ухта, ГО                      |
| 47 | Щельябож           | село            | Усинск     | Усинск, ГО                    |
| 48 | Эжвинский район    | район в городе  | Сыктывкар  | Сыктывкар, ГО                 |
| 49 | Ярега              | пгт             | Ухта       | Ухта, ГО                      |

### Административные территории районов
| №   | Адм. территория       | Тип          | Район             | Мун. образование                               |
| --- | --------------------- | ------------ | ----------------- | ---------------------------------------------- |
| 1   | Айкино                | село         | Усть-Вымский      | СП Айкино Усть-Вымского МР                     |
| 2   | Благоево              | пгт          | Удорский          | ГП Благоево Удорского МР                       |
| 3   | Богородск             | село         | Корткеросский     | СП Богородск Корткеросского МР                 |
| 4   | Большая Пучкома       | село         | Удорский          | СП Большая Пучкома Удорского МР                |
| 5   | Большая Пысса         | село         | Удорский          | СП Большая Пысса Удорского МР                  |
| 6   | Большелуг             | село         | Корткеросский     | СП Большелуг Корткеросского МР                 |
| 7   | Брыкаланск            | село         | Ижемский          | СП Брыкаланск Ижемского МР                     |
| 8   | Буткан                | село         | Удорский          | СП Буткан Удорского МР                         |
| 9   | Важгорт               | село         | Удорский          | СП Важгорт Удорского МР                        |
| 10  | Вежайка               | пст          | Усть-Вымский      | СП Вежайка Усть-Вымского МР                    |
| 11  | Визинга               | село         | Сысольский        | СП Визинга Сысольского МР                      |
| 12  | Визиндор              | пст          | Сысольский        | СП Визиндор Сысольского МР                     |
| 13  | Вожский               | пст          | Удорский          | СП Вожский Удорского МР                        |
| 14  | Вольдино              | село         | Усть-Куломский    | СП Вольдино Усть-Куломского МР                 |
| 15  | Вомын                 | село         | Корткеросский     | СП Вомын Корткеросского МР                     |
| 16  | Вотча                 | село         | Сысольский        | СП Вотча Сысольского МР                        |
| 17  | Вухтым                | пст          | Прилузский        | СП Вухтым Прилузского МР                       |
| 18  | Выльгорт              | село         | Сыктывдинский     | СП Выльгорт Сыктывдинского МР                  |
| 19  | Гагшор                | село         | Сысольский        | СП Гагшор Сысольского МР                       |
| 20  | Гам                   | село         | Усть-Вымский      | СП Гам Усть-Вымского МР                        |
| 21  | Глотово               | село         | Удорский          | СП Глотово Удорского МР                        |
| 22  | Грива                 | село         | Койгородский      | СП Грива Койгородского МР                      |
| 23  | Гурьевка              | село         | Прилузский        | СП Гурьевка Прилузского МР                     |
| 24  | Деревянск             | село         | Усть-Куломский    | СП Деревянск Усть-Куломского МР                |
| 25  | Диасёръя              | пст          | Усть-Куломский    | СП Диасёръя Усть-Куломского МР                 |
| 26  | Додзь                 | село         | Корткеросский     | СП Додзь Корткеросского МР                     |
| 27  | Дон                   | село         | Усть-Куломский    | СП Дон Усть-Куломского МР                      |
| 28  | Донаёль               | пст          | Усть-Вымский      | СП Донаёль Усть-Вымского МР                    |
| 29  | Ёдва                  | пст          | Удорский          | СП Ёдва Удорского МР                           |
| 30  | Емва                  | город р. зн. | Княжпогостский    | ГП Емва Княжпогостского МР                     |
| 31  | Ёрмица                | село         | Усть-Цилемский    | СП Ёрмица Усть-Цилемского МР                   |
| 32  | Жешарт                | пгт          | Усть-Вымский      | ГП Жешарт Усть-Вымского МР                     |
| 33  | Замежная              | село         | Усть-Цилемский    | СП Замежная Усть-Цилемского МР                 |
| 34  | Занулье               | село         | Прилузский        | СП Занулье Прилузского МР                      |
| 35  | Заозерье              | пст          | Сысольский        | СП Заозерье Сысольского МР                     |
| 36  | Зеленец               | село         | Сыктывдинский     | СП Зеленец Сыктывдинского МР                   |
| 37  | Зимстан               | пст          | Усть-Куломский    | СП Зимстан Усть-Куломского МР                  |
| 38  | Знаменка              | пст          | Троицко-Печорский | СП Знаменка Троицко-Печорского МР              |
| 39  | Ижма                  | село         | Ижемский          | СП Ижма Ижемского МР                           |
| 40  | Илья-Шор              | пст          | Усть-Вымский      | СП Илья-Шор Усть-Вымского МР                   |
| 41  | Иоссер                | пст          | Княжпогостский    | СП Иоссер Княжпогостского МР                   |
| 42  | Кажым                 | пст          | Койгородский      | СП Кажым Койгородского МР                      |
| 43  | Кебанъёль             | пст          | Усть-Куломский    | СП Кебанъёль Усть-Куломского МР                |
| 44  | Кельчиюр              | село         | Ижемский          | СП Кельчиюр Ижемского МР                       |
| 45  | Керес                 | село         | Корткеросский     | СП Керес Корткеросского МР                     |
| 46  | Керчомъя              | село         | Усть-Куломский    | СП Керчомъя Усть-Куломского МР                 |
| 47  | Кипиево               | село         | Ижемский          | СП Кипиево Ижемского МР                        |
| 48  | Кожмудор              | село         | Усть-Вымский      | СП Кожмудор Усть-Вымского МР                   |
| 49  | Койгородок            | село         | Койгородский      | СП Койгородок Койгородского МР                 |
| 50  | Койдин                | пст          | Койгородский      | СП Койдин Койгородского МР                     |
| 51  | Комсомольск-на-Печоре | пст          | Троицко-Печорский | СП Комсомольск-на-Печоре Троицко-Печорского МР |
| 52  | Коровий Ручей         | село         | Усть-Цилемский    | СП Коровий Ручей Усть-Цилемского МР            |
| 53  | Корткерос             | село         | Корткеросский     | СП Корткерос Корткеросского МР                 |
| 54  | Кослан                | село         | Удорский          | СП Кослан Удорского МР                         |
| 55  | Краснобор             | село         | Ижемский          | СП Краснобор Ижемского МР                      |
| 56  | Крутоборка            | пст          | Усть-Куломский    | СП Крутоборка Усть-Куломского МР               |
| 57  | Кужба                 | село         | Усть-Куломский    | СП Кужба Усть-Куломского МР                    |
| 58  | Кузьёль               | пст          | Койгородский      | СП Кузьёль Койгородского МР                    |
| 59  | Куниб                 | село         | Сысольский        | СП Куниб Сысольского МР                        |
| 60  | Куратово              | село         | Сысольский        | СП Куратово Сысольского МР                     |
| 61  | Куръя                 | село         | Троицко-Печорский | СП Куръя Троицко-Печорского МР                 |
| 62  | Летка                 | село         | Прилузский        | СП Летка Прилузского МР                        |
| 63  | Лойма                 | село         | Прилузский        | СП Лойма Прилузского МР                        |
| 64  | Лэзым                 | село         | Сыктывдинский     | СП Лэзым Сыктывдинского МР                     |
| 65  | Маджа                 | село         | Корткеросский     | СП Маджа Корткеросского МР                     |
| 66  | Мадмас                | пст          | Усть-Вымский      | СП Мадмас Усть-Вымского МР                     |
| 67  | Мандач                | пст          | Сыктывдинский     | СП Мандач Сыктывдинского МР                    |
| 68  | Межадор               | село         | Сысольский        | СП Межадор Сысольского МР                      |
| 69  | Междуреченск          | пгт          | Удорский          | ГП Междуреченск Удорского МР                   |
| 70  | Межег                 | село         | Усть-Вымский      | СП Межег Усть-Вымского МР                      |
| 71  | Мещура                | пст          | Княжпогостский    | СП Мещура Княжпогостского МР                   |
| 72  | Микунь                | город р. зн. | Усть-Вымский      | ГП Микунь Усть-Вымского МР                     |
| 73  | Митрофан-Дикост       | пст          | Троицко-Печорский | СП Митрофан-Дикост Троицко-Печорского МР       |
| 74  | Мордино               | село         | Корткеросский     | СП Мордино Корткеросского МР                   |
| 75  | Мохча                 | село         | Ижемский          | СП Мохча Ижемского МР                          |
| 76  | Мутница               | село         | Прилузский        | СП Мутница Прилузского МР                      |
| 77  | Мыёлдино              | село         | Усть-Куломский    | СП Мыёлдино Усть-Куломского МР                 |
| 78  | Мылва                 | пст          | Троицко-Печорский | СП Мылва Троицко-Печорского МР                 |
| 79  | Намск                 | пст          | Корткеросский     | СП Намск Корткеросского МР                     |
| 80  | Нёбдино               | село         | Корткеросский     | СП Нёбдино Корткеросского МР                   |
| 81  | Нерица                | село         | Усть-Цилемский    | СП Нерица Усть-Цилемского МР                   |
| 82  | Нившера               | село         | Корткеросский     | СП Нившера Корткеросского МР                   |
| 83  | Нижний Воч            | село         | Усть-Куломский    | СП Нижний Воч Усть-Куломского МР               |
| 84  | Нижняя Омра           | пст          | Троицко-Печорский | СП Нижняя Омра Троицко-Печорского МР           |
| 85  | Новый Бор             | пст          | Усть-Цилемский    | СП Новый Бор Усть-Цилемского МР                |
| 86  | Ношуль                | село         | Прилузский        | СП Ношуль Прилузского МР                       |
| 87  | Нювчим                | пст          | Сыктывдинский     | СП Нювчим Сыктывдинского МР                    |
| 88  | Няшабож               | село         | Ижемский          | СП Няшабож Ижемского МР                        |
| 89  | Объячево              | село         | Прилузский        | СП Объячево Прилузского МР                     |
| 90  | Озёл                  | село         | Сыктывдинский     | СП Озёл Сыктывдинского МР                      |
| 91  | Окунев Нос            | село         | Усть-Цилемский    | СП Окунев Нос Усть-Цилемского МР               |
| 92  | Пажга                 | село         | Сыктывдинский     | СП Пажга Сыктывдинского МР                     |
| 93  | Палауз                | село         | Сысольский        | СП Палауз Сысольского МР                       |
| 94  | Палевицы              | село         | Сыктывдинский     | СП Палевицы Сыктывдинского МР                  |
| 95  | Парч                  | село         | Усть-Куломский    | СП Парч Усть-Куломского МР                     |
| 96  | Пезмег                | село         | Корткеросский     | СП Пезмег Корткеросского МР                    |
| 97  | Подзь                 | пст          | Койгородский      | СП Подзь Койгородского МР                      |
| 98  | Подтыбок              | пст          | Корткеросский     | СП Подтыбок Корткеросского МР                  |
| 99  | Подъельск             | село         | Корткеросский     | СП Подъельск Корткеросского МР                 |
| 100 | Пожег                 | село         | Усть-Куломский    | СП Пожег Усть-Куломского МР                    |
| 101 | Позтыкерес            | село         | Корткеросский     | СП Позтыкерес Корткеросского МР                |
| 102 | Покча                 | село         | Троицко-Печорский | СП Покча Троицко-Печорского МР                 |
| 103 | Помоздино             | село         | Усть-Куломский    | СП Помоздино Усть-Куломского МР                |
| 104 | Приозёрный            | пст          | Корткеросский     | СП Приозёрный Корткеросского МР                |
| 105 | Приуральский          | пст          | Троицко-Печорский | СП Приуральский Троицко-Печорского МР          |
| 106 | Прокопьевка           | село         | Прилузский        | СП Прокопьевка Прилузского МР                  |
| 107 | Пыёлдино              | село         | Сысольский        | СП Пыёлдино Сысольского МР                     |
| 108 | Руч                   | село         | Усть-Куломский    | СП Руч Усть-Куломского МР                      |
| 109 | Серёгово              | село         | Княжпогостский    | СП Серёгово Княжпогостского МР                 |
| 110 | Сизябск               | село         | Ижемский          | СП Сизябск Ижемского МР                        |
| 111 | Синдор                | пгт          | Княжпогостский    | ГП Синдор Княжпогостского МР                   |
| 112 | Слудка                | село         | Прилузский        | СП Слудка Прилузского МР                       |
| 113 | Слудка                | село         | Сыктывдинский     | СП Слудка Сыктывдинского МР                    |
| 114 | Спаспоруб             | село         | Прилузский        | СП Спаспоруб Прилузского МР                    |
| 115 | Среднее Бугаево       | село         | Усть-Цилемский    | СП Среднее Бугаево Усть-Цилемского МР          |
| 116 | Сторожевск            | село         | Корткеросский     | СП Сторожевск Корткеросского МР                |
| 117 | Студенец              | пст          | Усть-Вымский      | СП Студенец Усть-Вымского МР                   |
| 118 | Тимшер                | пст          | Усть-Куломский    | СП Тимшер Усть-Куломского МР                   |
| 119 | Том                   | пст          | Ижемский          | СП Том Ижемского МР                            |
| 120 | Тракт                 | пст          | Княжпогостский    | СП Тракт Княжпогостского МР                    |
| 121 | Троицко-Печорск       | пгт          | Троицко-Печорский | ГП Троицко-Печорск Троицко-Печорского МР       |
| 122 | Трусово               | село         | Усть-Цилемский    | СП Трусово Усть-Цилемского МР                  |
| 123 | Туръя                 | село         | Княжпогостский    | СП Туръя Княжпогостского МР                    |
| 124 | Уег                   | село         | Усть-Цилемский    | СП Уег Усть-Цилемского МР                      |
| 125 | Ужга                  | село         | Койгородский      | СП Ужга Койгородского МР                       |
| 126 | Усогорск              | пгт          | Удорский          | ГП Усогорск Удорского МР                       |
| 127 | Усть-Вымь             | село         | Усть-Вымский      | СП Усть-Вымь Усть-Вымского МР                  |
| 128 | Усть-Илыч             | село         | Троицко-Печорский | СП Усть-Илыч Троицко-Печорского МР             |
| 129 | Усть-Кулом            | село         | Усть-Куломский    | СП Усть-Кулом Усть-Куломского МР               |
| 130 | Усть-Лэкчим           | пст          | Корткеросский     | СП Усть-Лэкчим Корткеросского МР               |
| 131 | Усть-Нем              | село         | Усть-Куломский    | СП Усть-Нем Усть-Куломского МР                 |
| 132 | Усть-Цильма           | село         | Усть-Цилемский    | СП Усть-Цильма Усть-Цилемского МР              |
| 133 | Хабариха              | село         | Усть-Цилемский    | СП Хабариха Усть-Цилемского МР                 |
| 134 | Часово                | село         | Сыктывдинский     | СП Часово Сыктывдинского МР                    |
| 135 | Черёмуховка           | село         | Прилузский        | СП Черёмуховка Прилузского МР                  |
| 136 | Чернутьево            | село         | Удорский          | СП Чернутьево Удорского МР                     |
| 137 | Чим                   | пст          | Удорский          | СП Чим Удорского МР                            |
| 138 | Чиньяворык            | пст          | Княжпогостский    | СП Чиньяворык Княжпогостского МР               |
| 139 | Чупрово               | село         | Удорский          | СП Чупрово Удорского МР                        |
| 140 | Чухлэм                | село         | Сысольский        | СП Чухлэм Сысольского МР                       |
| 141 | Шошка                 | село         | Княжпогостский    | СП Шошка Княжпогостского МР                    |
| 142 | Шошка                 | село         | Сыктывдинский     | СП Шошка Сыктывдинского МР                     |
| 143 | Щельяюр               | пст          | Ижемский          | СП Щельяюр Ижемского МР                        |
| 144 | Ыб                    | село         | Сыктывдинский     | СП Ыб Сыктывдинского МР                        |
| 145 | Югыдъяг               | пст          | Усть-Куломский    | СП Югыдъяг Усть-Куломского МР                  |
| 146 | Якша                  | пст          | Троицко-Печорский | СП Якша Троицко-Печорского МР                  |
| 147 | Яснэг                 | пст          | Сыктывдинский     | СП Яснэг Сыктывдинского МР                     |

### Упразднённые административные территории
| №  | Адм. территория | Тип  | АТО                  | Мун. образование                   | Год  | Комментарий                                                        |
| -- | --------------- | ---- | -------------------- | ---------------------------------- | ---- | ------------------------------------------------------------------ |
| 1  | Аныб            | село | Усть-Куломский район | СП Аныб Усть-Куломского МР         | 2017 | адм. территория и СП объединены с адм. территорией (СП) Руч        |
| 2  | Берёзовка       | пст  | Печора, ГРЗ          | СП Берёзовка МР Печоры             | 2010 | адм. территория и СП объединены с адм. территорией (СП) Чикшино    |
| 3  | Ваймес          | пст  | Прилузский район     | СП Ваймес Прилузского МР           | 2016 | адм. территория и СП объединены с адм. территорией (СП) Ношуль     |
| 4  | Верхнеижемский  | пст  | Сосногорск, ГРЗ      | СП Верхнеижемский МР Сосногорска   | 2012 | адм. территория и СП объединены с адм. территорией (ГП) Сосногорск |
| 5  | Верхолузье      | село | Прилузский район     | СП Верхолузье Прилузского МР       | 2016 | адм. территория и СП объединены с адм. территорией (СП) Ношуль     |
| 6  | Ветью           | пст  | Княжпогостский район | СП Ветью Княжпогостского МР        | 2017 | адм. территория и СП объединены с адм. территорией (СП) Туръя      |
| 7  | Вис             | пст  | Сосногорск, ГРЗ      | СП Вис МР Сосногорска              | 2012 | адм. территория и СП объединены с адм. территорией (ГП) Сосногорск |
| 8  | Вожаёль         | пст  | Княжпогостский район | СП Вожаёль Княжпогостского МР      | 2012 | адм. территория и СП объединены с адм. территорией (СП) Тракт      |
| 9  | Дзёль           | село | Усть-Куломский район | СП Дзёль Усть-Куломского МР        | 2019 | адм. территория и СП объединены с адм. территорией (СП) Зимстан    |
| 10 | Ёртом           | село | Удорский район       | СП Ёртом Удорского МР              | 2017 | адм. территория и СП объединены с адм. территорией (ГП) Благоево   |
| 11 | Изъяю           | пгт  | Печора, ГРЗ          | ГП Изъяю МР Печоры                 | 2011 | адм. территория и ГП объединены с адм. территорией (ГП) Кожвой     |
| 12 | Ираёль          | пст  | Сосногорск, ГРЗ      | СП Ираёль МР Сосногорска           | 2012 | адм. территория и СП объединены с адм. территорией (ГП) Сосногорск |
| 13 | Кедровый Шор    | пст  | Печора, ГРЗ          | СП Кедровый Шор МР Печоры          | 2011 | адм. территория и СП объединены с адм. территорией (СП) Озёрный    |
| 14 | Керки           | пст  | Сосногорск, ГРЗ      | СП Керки МР Сосногорска            | 2012 | адм. территория и СП объединены с адм. территорией (ГП) Сосногорск |
| 15 | Княжпогост      | село | Княжпогостский район | СП Княжпогост Княжпогостского МР   | 2012 | адм. территория и СП объединены с адм. территорией (ГП) Емва       |
| 16 | Ком             | пст  | Койгородский район   | СП Ком Койгородского МР            | 2018 | адм. территория и СП объединены с адм. территорией (СП) Кажым      |
| 17 | Косью           | пст  | Печора, ГРЗ          | СП Косью МР Печоры                 | 2011 | адм. территория и ГП объединены с адм. территорией (ГП) Путеец     |
| 18 | Красный Яг      | пст  | Печора, ГРЗ          | СП Красный Яг МР Печоры            | 2011 | адм. территория и СП объединены с адм. территорией (СП) Озёрный    |
| 19 | Малая Пера      | пст  | Сосногорск, ГРЗ      | СП Малая Пера МР Сосногорска       | 2012 | адм. территория и СП объединены с адм. территорией (ГП) Сосногорск |
| 20 | Нижний Турунъю  | пст  | Койгородский район   | СП Нижний Турунъю Койгородского МР | 2016 | адм. территория и СП объединены с адм. территорией (СП) Кузьёль    |
| 21 | Носим           | село | Усть-Куломский район | СП Носим Усть-Куломского МР        | 2017 | адм. территория и СП объединены с адм. территорией (СП) Усть-Кулом |
| 22 | Нючпас          | пст  | Койгородский район   | СП Нючпас Койгородского МР         | 2022 | адм. территория и СП объединены с адм. территорией (СП) Ужга       |
| 23 | Поляна          | пст  | Сосногорск, ГРЗ      | СП Поляна МР Сосногорска           | 2012 | адм. территория и СП объединены с адм. территорией (ГП) Сосногорск |
| 24 | Соколово        | село | Печора, ГРЗ          | СП Соколово МР Печоры              | 2011 | адм. территория и ГП объединены с адм. территорией (ГП) Кожва      |
| 25 | Сыня            | пст  | Печора, ГРЗ          | СП Сыня МР Печоры                  | 2011 | адм. территория и ГП объединены с адм. территорией (ГП) Путеец     |
| 26 | Усть-Ухта       | пст  | Сосногорск, ГРЗ      | СП Усть-Ухта МР Сосногорска        | 2012 | адм. территория и СП объединены с адм. территорией (ГП) Сосногорск |
| 27 | Чёрныш          | село | Прилузский район     | СП Чёрныш Прилузского МР           | 2019 | адм. территория и СП объединены с адм. территорией (СП) Объячево   |
| 28 | Читаево         | село | Прилузский район     | СП Читаево Прилузского МР          | 2016 | адм. территория и СП объединены с адм. территорией (СП) Объячево   |